# الباطنة (القطن)

تعديل مصدري - تعديل

الباطنة هي إحدى قرى عزلة القطن بمديرية القطن التابعة لمحافظة حضرموت، بلغ تعداد سكانها 799 نسمة حسب تعداد اليمن لعام 2004.